# Adela Liculescu
 (novembre 2020).
Si vous disposez d'ouvrages ou d'articles de référence ou si vous connaissez des sites web de qualité traitant du thème abordé ici, merci de compléter l'article en donnant les références utiles à sa vérifiabilité et en les liant à la section « Notes et références ».
Adela Liculescu, née en août 1993 à Craiova est une pianiste roumaine.

## Biographie

### Enfance et formation
Adela Liculescu est née le 4 août 1993.
Elle a commencé à jouer du piano à l'âge de quatre ans.Après avoir obtenu son diplôme du lycée d’art de sa ville natale, elle est devenue étudiante à l'Académie de musique et des arts du spectacle de Vienne.

### Carrière
Le deuxième concours Brahms lui a donné l'opportunité de publier son premier CD[réf. nécessaire].

## Style
Elle a mis son accent musical sur les œuvres de Wolfgang Amadeus Mozart, Ludwig van Beethoven, Frédéric Chopin, Robert Schumann, Sergueï Rachmaninov, Piotr Ilitch Tchaïkovski, Sergueï Prokofiev et Franz Liszt. Les temps forts de sa carrière jusqu'à présent ont inclus l'interprétation du 2e Concerto pour piano de Ludwig van Beethoven avec l'Orchestre de chambre de Vienne et l'Orchestre symphonique roumain, ainsi que le 21e Concerto pour piano de Wolfgang Amadeus Mozart avec l'Orchestre philharmonique de Berlin.

## Distinctions
Liculescu a remporté plusieurs prix et concours à ce jour, dont :
- le prix du Piano Bern (2018)[2],[3] ;
- le Yamaha Music Prize Austria ;
- les concours Brahms à Detmold et Pörtschach (tous deux en 2017) ;
- le Bösendorfer Piano Competition (2015).

Elle a également été couronnée de succès au Concours de piano Elena Rombro-Stepanow (Vienne 2012), au Concours de concerts Cantu (Italie 2015), au Concours Beethoven (Vienne 2013), au Concours Carl Filtsch (Hermannstadt 2002, 2006 et 2009) et aux prix Orange pour les jeunes musiciens »(Bucarest 2008). Entre 2007 et 2012, elle a remporté les premiers prix aux Olympiades de la musique en Roumanie. En 2020, elle a reçu le prix Beethoven de la radio roumaine Radio România Cultural[réf. nécessaire].